# Rapperswil (Rapperswil-Jona)
Rapperswil (toponimo tedesco) è un quartiere di 10 420 abitanti della città svizzera di Rapperswil-Jona, nel Canton San Gallo (distretto di See-Gaster).

## Geografia fisica
Rapperswil si trova lungo la sponda nordorientale del lago di Zurigo, nel quale si protende una penisola dalla quale, nel punto più stretto del lago, il ponte-diga di Rapperswil (Seedamm von Rapperswil) lo collega a Hurden, frazione di Freienbach (Canton Svitto), dividendo il lago stesso nel lago superiore (Obersee) e inferiore (Untersee).

## Storia

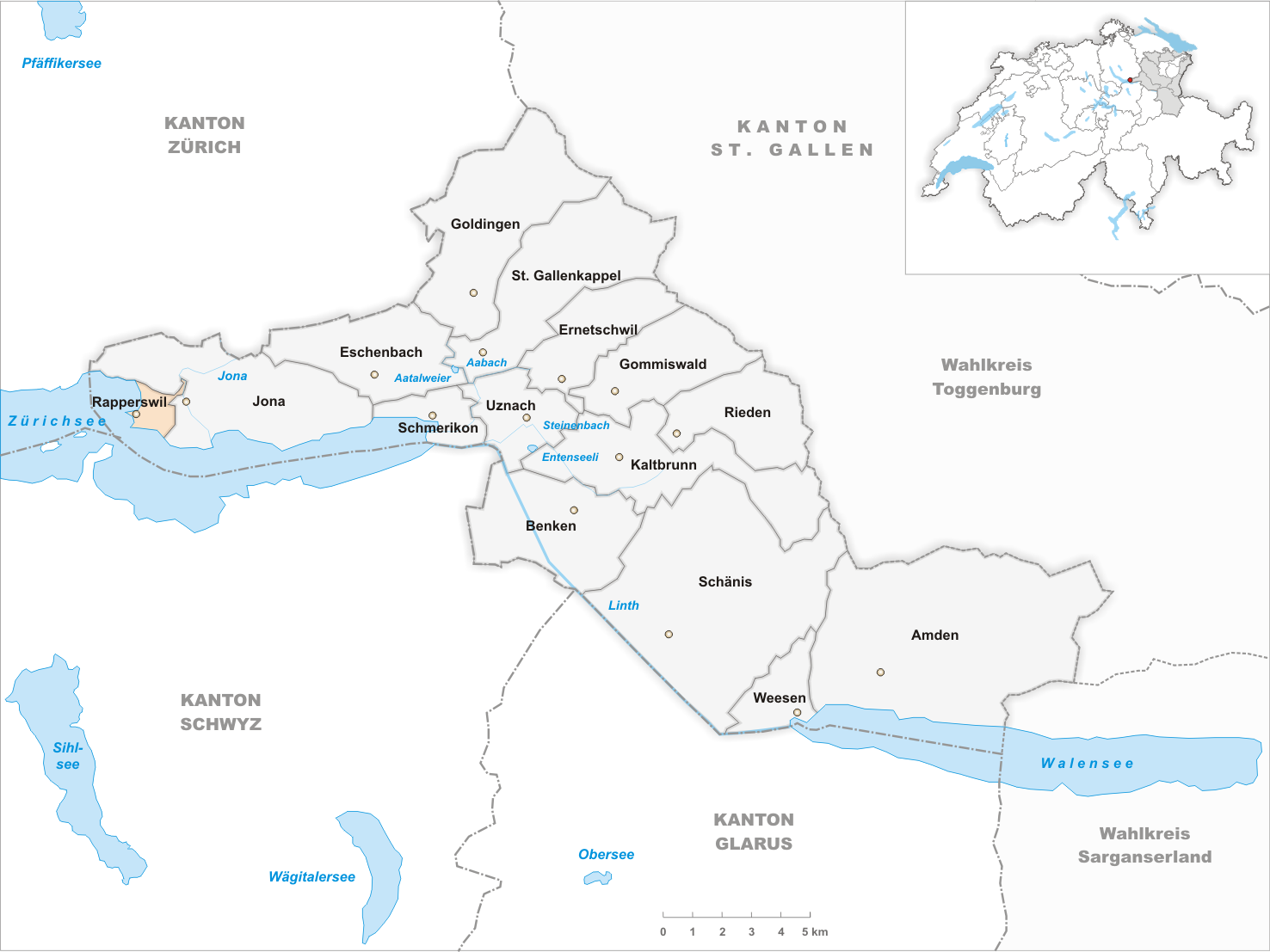
Il territorio del comune di Rapperswil prima degli accorpamenti comunali del 2007

Dal 1803 fino al 31 dicembre 2006 è stato un comune autonomo che si estendeva per 1,74 km² e che aveva il titolo di città; il 1º gennaio 2007 è stato accorpato all'altro comune soppresso di Jona per formare il nuovo comune di Rapperswil-Jona.

## Monumenti e luoghi d'interesse
- Centro storico medievale, bene culturale d'importanza nazionale e regionale, categoria A[1][2].

### Architetture religiose
- Cappella Heilig Hüsli (o Heilighüsli im See), unica struttura rimasta del ponte medievale in legno presso il ponte-diga di Rapperswil[2];
- Chiesa parrocchiale cattolica di San Giovanni, attestata dal 1207 e ricostruita 1885[1];
- Convento dei cappuccini, fondato nel 1603[1];
- Chiesa riformata, eretta nel 1841[1].

### Architetture civili
- Castello di Rapperswil, dal 1870 sede del Museo Polacco con archivio e biblioteca[1], beni culturali d'importanza nazionale e regionale, categoria A[2];
- Rathaus (municipio), attestato dal 1419[1], bene culturale d'importanza nazionale e regionale, categoria A[2].

### Aree archeologiche
- Siti palafitticoli presso il ponte-diga di Rapperswil, Patrimoni dell'umanità UNESCO e beni culturali d'importanza nazionale e regionale, categoria A[2].

### Evoluzione demografica
L'evoluzione demografica è riportata nella seguente tabella:
Abitanti censiti

## Economia

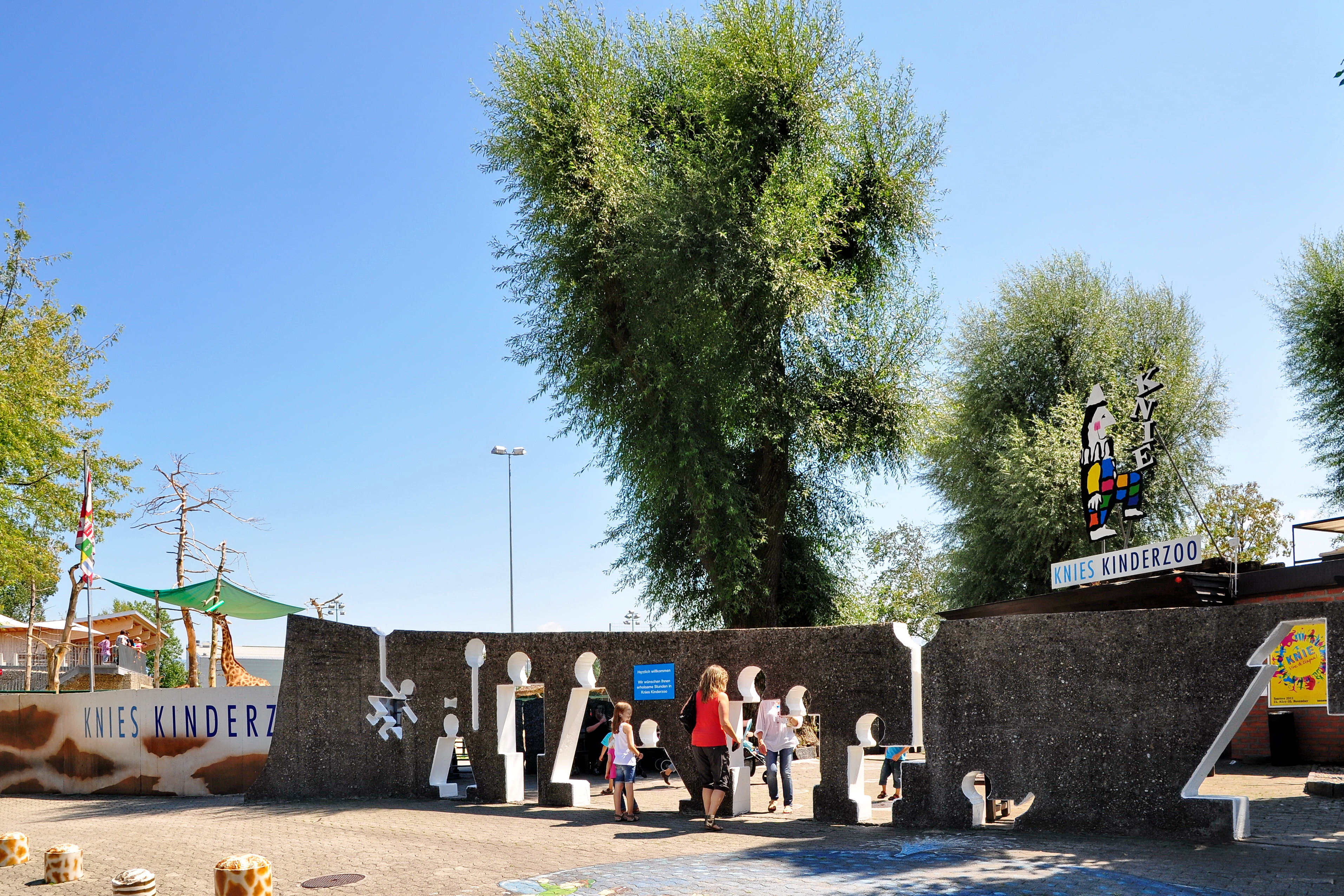
Lo zoo per bambini del circo Knie (Knies Kinderzoo)

Rapperswil è un centro regionale di servizi, con ampia preponderanza del settore terziario e rilevante pendolarismo sia in uscita sia in entrata; rilevante il turismo (culturale, nel centro storico medievale; escursionistico, sul lago di Zurigo e allo zoo per bambini del circo Knie). Lo sviluppo della città e del limitrofo comune di Jona a partire dagli anni 1970 portò prima alla gestione condivisa dei servizi, poi alla fusione in un unico comune (2007).

## Infrastrutture e trasporti

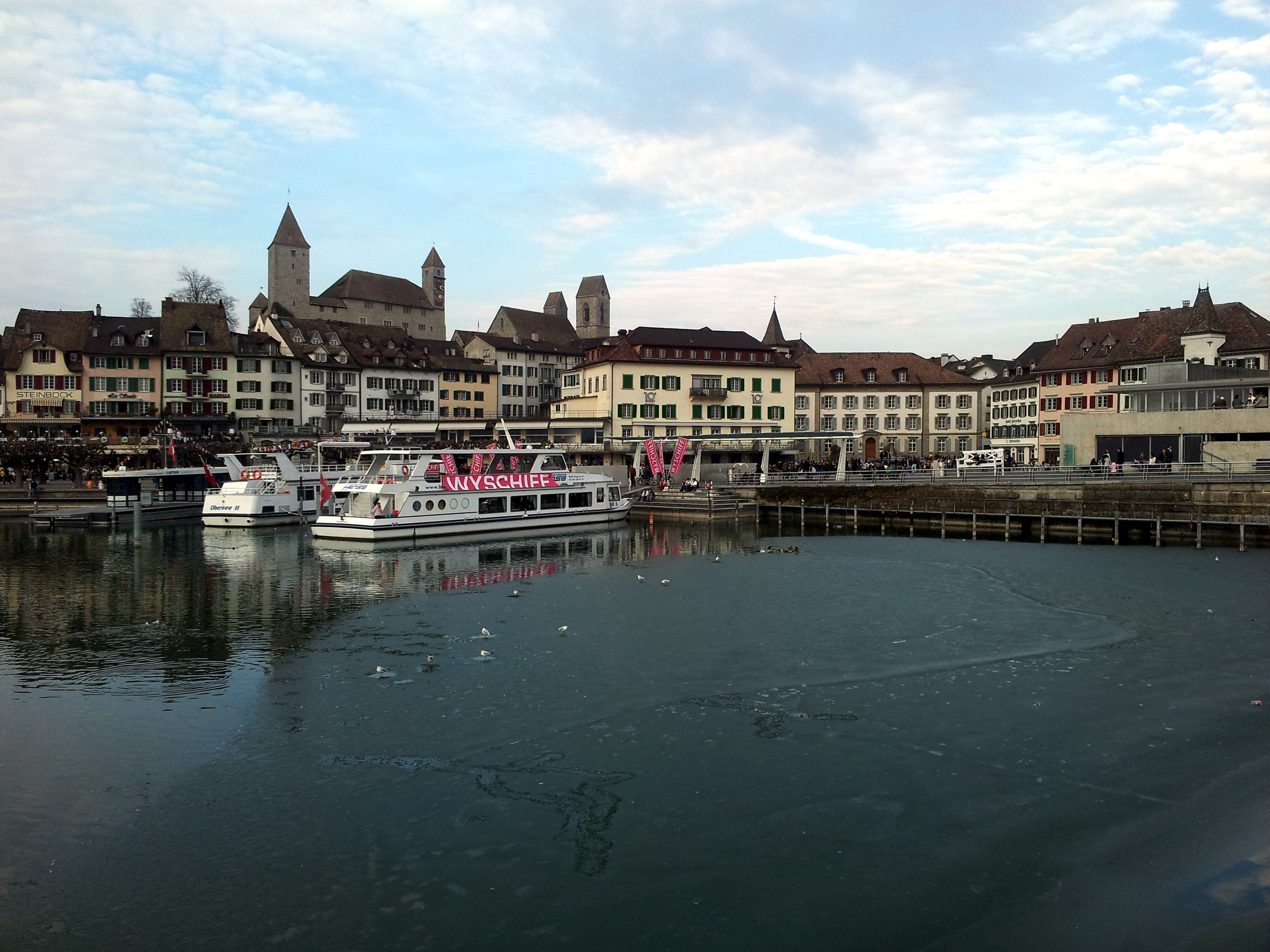
Il porto di Rapperswil; sullo sfondo, il castello

Rapperswil è servita dall'omonima uscita sull'autostrada A15 ed è attraversata dalle strade principali 8 (che la collega alla sponda meridionale del lago di Zurigo attraverso il ponte-diga di Rapperswil) e 17. La stazione ferroviaria di Rapperswil è situata su quattro linee ferroviarie (Zurigo-Rapperswil, Rapperswil-Ziegelbrücke, Rapperswil-Pfäffikon e Wallisellen-Rapperswil) ed è servita dalle reti celeri di Zurigo (linee S5, S7 e S15) e di San Gallo (linee S6, VAE). Sono presenti traghetti passeggeri stagionali e traghetti merci sul lago di Zurigo; il porto di Rapperswil è situato a sud della stazione di Rapperswil, nei pressi dell'Università di scienze applicate di Rapperswil.